# Octavi Vilà Mayo
Octavi Vilà Mayo O. Cist. (ur. 11 grudnia 1961 w Tarragonie) – hiszpański duchowny katolicki, biskup Girony od 2024. 

## Życiorys
W 2006 wstąpił do opactwa cystersów w Poblet i cztery lata później złożył śluby wieczyste. Święcenia kapłańskie otrzymał 1 maja 2015, a 3 grudnia 2015 objął urząd opata w macierzystym klasztorze. 
29 lutego 2024 papież Franciszek mianował go biskupem ordynariuszem diecezji Girony.
21 kwietnia 2024 otrzymał  święcenia biskupie w Katedrze w Gironie. Udzielił mu ich arcybiskup Tarragony Joan Planellas i Barnosell. 